# Hijerarhijski model podataka
Hijerarhijski model podataka organizira polja ili slogove (podatke) u čvorove, povezane grupe podataka koje su slične obiteljskom stablu. Čvorovi su točke međusobno povezane odgovarajućim vezama. Hijerarhijski model razlikuje dva tipa slogova: slog roditelj i slog dijete. Slogovi roditelji su "nadređeni" slogovima djeci. Svaki slog dijete može imati samo jedan slog roditelj.
To je temeljno pravilo hijerarhijske baze. Ne postoji jedan slog dijete koje ima nadređena dva sloga roditelj.